# Teymur Musaev
Teymur Musayev (en azéri: Teymur Yusif oğlu Musayev ; né le 16 septembre 1970 à Bakou) est un urologue, Ph.D.en médecine, ministre de la Santé de la République d'Azerbaïdjan.

## Biographie
Teymur Musaev est né le 16 septembre 1970. En 1987, il est diplômé de l'école secondaire de la ville en 1899.
En 1987-1994, il étudie à l'Université de médecine d'Azerbaïdjan, puis en 2003-2004 à l'Université de Strasbourg et en 2013-2015 - à l'Université de Riga Stradisa.

## Carrière
De 2007 à 2015, il est directeur de la clinique Nasreddin Tusi. En 2015-2018, il travaille comme directeur d'un autre hôpital privé, en 2016-2019, il est directeur médical de l'hôtel de Gabala et, en 2019-2020, consultant principal du centre médical.
À partir de 2020, Teymur Musaev travaille comme chef du département organisationnel du Ministère de la Santé d'Azerbaïdjan.
Le 23 avril 2021, le président de la République d'Azerbaïdjan signe un décret portant nomination de Teymur Musaev au poste de premier vice-ministre de la Santé, et un autre arrêté - ministre de la Santé par intérim .